# Episodi di Richard Diamond (quarta stagione)
La quarta ed ultima stagione della serie televisiva Richard Diamond è andata in onda negli Stati Uniti dal 5 ottobre 1959 al 6 settembre 1960 sulla NBC.
| nº | Titolo originale               | Prima TV USA     | Titolo italiano | Prima TV Italia |
| -- | ------------------------------ | ---------------- | --------------- | --------------- |
| 1  | The Hoodlum                    | 5 ottobre 1959   |                 |                 |
| 2  | Act of Grace                   | 12 ottobre 1959  |                 |                 |
| 3  | The Bookie                     | 19 ottobre 1959  |                 |                 |
| 4  | The Client                     | 26 ottobre 1959  |                 |                 |
| 5  | The Runaway                    | 2 novembre 1959  |                 |                 |
| 6  | No Laughing Matter             | 9 novembre 1959  |                 |                 |
| 7  | The Messenger                  | 16 novembre 1959 |                 |                 |
| 8  | The Counselor                  | 23 novembre 1959 |                 |                 |
| 9  | The Image                      | 30 novembre 1959 |                 |                 |
| 10 | The Adjustor                   | 7 dicembre 1959  |                 |                 |
| 11 | Marked for Murder              | 14 dicembre 1959 |                 |                 |
| 12 | The Caller                     | 21 dicembre 1959 |                 |                 |
| 13 | One Dead Cat                   | 28 dicembre 1959 |                 |                 |
| 14 | Dead to the World              | 11 gennaio 1960  |                 |                 |
| 15 | Seven Swords                   | 18 gennaio 1960  |                 |                 |
| 16 | The Fine Art of Murder         | 25 gennaio 1960  |                 |                 |
| 17 | The Popskull                   | 28 giugno 1960   |                 |                 |
| 18 | And Whose Little Baby Are You? | 5 luglio 1960    |                 |                 |
| 19 | Fallen Star                    | 19 luglio 1960   |                 |                 |
| 20 | Coat of Arms                   | 2 agosto 1960    |                 |                 |
| 21 | Double Trouble                 | 9 agosto 1960    |                 |                 |
| 22 | The Lovely Fraud               | 16 agosto 1960   |                 |                 |
| 23 | Accent on Murder               | 23 agosto 1960   |                 |                 |
| 24 | East of Danger                 | 30 agosto 1960   |                 |                 |
| 25 | Running Scared                 | 6 settembre 1960 |                 |                 |
| 26 | The Mouse                      | non trasmesso    |                 |                 |

## The Hoodlum
- Prima televisiva: 5 ottobre 1959
- Diretto da: Thomas Carr
- Scritto da: John Robinson

### Trama
- Guest star: Roxanne Brooks (Sam), John Alvin (Doc), Adrienne Marden (Mrs. McPherson), Peter Leeds (Frank), Alan Reed (Paul Trumbo), Russ Conway (tenente Pete Kile)

## Act of Grace
- Prima televisiva: 12 ottobre 1959
- Diretto da: Don McDougall
- Scritto da: Ed Adamson

### Trama
- Guest star: Norman Alden (Ben Regan), Eleanor Audley (Agnes Wilton), Mario Siletti (Waldo), William Schallert (Charlie Kane), Patricia Donahue (Harriet Barnes), Mary Tyler Moore (Sam)

## The Bookie
- Prima televisiva: 19 ottobre 1959
- Diretto da: Thomas Carr
- Scritto da: John Robinson

### Trama
- Guest star: Joseph Ruskin (Chick), John Goddard (Jeff), Peggy Maley (Sally), Buddy Lewis (Sookey), Merry Anders (Claudia Reed), Ross Martin (Nate Muro), Russ Conway (tenente Pete Kile), Roxanne Brooks (Sam)

## The Client
- Prima televisiva: 26 ottobre 1959
- Diretto da: Don McDougall
- Scritto da: John Robinson

### Trama
- Guest star: Peter Brocco (Harry Tyler), Sarita Vara (Dolores Flynn), Carlos Romero (Jose), Rodolfo Hoyos, Jr. (Pedro), Nestor Paiva (Emilio Tomas), Bartlett Robinson (Albert Gunther)

## The Runaway
- Prima televisiva: 2 novembre 1959
- Diretto da: Don McDougall
- Scritto da: Ed Adamson

### Trama
- Guest star: Jonathan Kidd (Carl), Mark Allen (detective Harry Tyler), Charles Aidman (George Belden), Maxine Cooper (Edith Belden), Ross Elliott (Walter Cummings), Mary Tyler Moore (Sam)

## No Laughing Matter
- Prima televisiva: 9 novembre 1959
- Diretto da: Thomas Carr
- Scritto da: Ed Adamson

### Trama
- Guest star: Russ Conway (tenente Pete Kile), Howard Ledig (Carl), Saul Gorss (Fred Candido), Don Haggerty (Harry Moxton), Carole Mathews (Rita Kirk), Joey Bishop (Joey Kirk)

## The Messenger
- Prima televisiva: 16 novembre 1959
- Diretto da: Don McDougall
- Scritto da: John Robinson

### Trama
- Guest star: Roxanne Brooks (Sam), Richard Devon (sergente Alden), Russ Conway (tenente Pete Kile), Harvey Perry (Kenneth Luber), Frank Albertson (Gerald Clayton), Joan Camden (Ruth Cozen)

## The Counselor
- Prima televisiva: 23 novembre 1959
- Diretto da: Thomas Carr
- Scritto da: John Robinson

### Trama
- Guest star: Russ Conway (tenente Pete Kile), Arthur Peterson (dottor Platt), Barbara Pepper (Clara Chase), King Donovan (Hamilton Chase), Gordon Jones (Joel Finlay)

## The Image
- Prima televisiva: 30 novembre 1959
- Diretto da: Thomas Carr
- Scritto da: Ed Adamson

### Trama
- Guest star: Olan Soule (Danzig), Whitney Blake (Laura Wesley), Dallas Mitchell, Russ Conway (tenente Pete Kile), Richard Devon (sergente Alden)

## The Adjustor
- Prima televisiva: 7 dicembre 1959
- Diretto da: Thomas Carr
- Scritto da: John Robinson

### Trama
- Guest star: DeForest Kelley (Ken Porter), Dabbs Greer (Scooter Jaffe), Nancy Valentine (Nancy Porter), Dick Foran (David Steele), Syd Saylor (Handyman)

## Marked for Murder
- Prima televisiva: 14 dicembre 1959
- Diretto da: Don McDougall
- Scritto da: Ed Adamson

### Trama
- Guest star: Russ Conway (tenente Pete Kile), Ellen Corby (Mrs. Carter), Dave Willock (Henry Wilson/Wilkins), Patricia Huston (Myra Cantrell), Peter Leeds (Sidney Gordon/Harold Jason), Stacy Graham (Bety Pierce)

## The Caller
- Prima televisiva: 21 dicembre 1959
- Diretto da: Thomas Carr
- Scritto da: John Robinson

### Trama
- Guest star: Richard Devon (sergente Alden), Frances Morris (Mrs. Lester), Lewis Charles (Joey Able), Harry Bellaver (Al Turbo), Roberta Haynes (Audrey Billings)

## One Dead Cat
- Prima televisiva: 28 dicembre 1959
- Diretto da: Don McDougall
- Scritto da: Don Brinkley

### Trama
- Guest star: Roxanne Brooks (Sam), Richard Devon (sergente Alden), Than Wyenn (Bertie), Joan Tabor (Ginny Abbott), Jacqueline Scott (Jan Smith), Jack Elam (Perk Butler)

## Dead to the World
- Prima televisiva: 11 gennaio 1960
- Diretto da: Thomas Carr
- Scritto da: Tom Gries

### Trama
- Guest star: Richard Devon (sergente Alden), William Edmonson (Big Otto), Allison Hayes (Angel Case), Robert Lowery (Mark Sutro), Geraldine Brooks (Helen Lear)

## Seven Swords
- Prima televisiva: 18 gennaio 1960
- Diretto da: Don McDougall
- Scritto da: William Link, Richard Levinson

### Trama
- Guest star: Carol Ohmart (Sally Chandler), Jerome Cowan (Marvello), Jeffrey Stone (Larry Manners), Russ Conway (tenente Pete Kile)

## The Fine Art of Murder
- Prima televisiva: 25 gennaio 1960
- Diretto da: Thomas Carr
- Scritto da: Don Brinkley

### Trama
- Guest star: Roxanne Brooks (Sam), Russ Conway (tenente Pete Kile), Jonathan Hole (direttore della banca), Joan Banks (donna), Hillary Brooke (Laura Renault), Howard McNear (dottor Braun)

## The Popskull
- Prima televisiva: 28 giugno 1960
- Diretto da: Don McDougall
- Scritto da: John Robinson

### Trama
- Guest star: Russ Conway (tenente Pete Kile), Stafford Repp (Charlie London), Robert Karnes (Jack), Chris Alcaide (Robert Knight), Mary La Roche (Agnes Anthony), Michael Fox (Ted Anthony)

## And Whose Little Baby Are You?
- Prima televisiva: 5 luglio 1960
- Diretto da: Don McDougall
- Scritto da: Tom Gries

### Trama
- Guest star: Barbara Banning (Helen Patterson), Ray Boyle (Grant Patterson), Wally Brown (Milkman), Richard Crane (Arnie Baselice), Patricia Michon (Raven McLeod), Linda Lawson (Nola Carter)

## Fallen Star
- Prima televisiva: 19 luglio 1960
- Diretto da: Thomas Carr
- Scritto da: Ed Adamson

### Trama
- Guest star: Mickey Simpson (Harry Brice), Dusty Anders (Dorothy Tabor), John Hubbard (Ken Walsh), Virginia Vincent (Rita Corbit), John Lupton (Mark Larsen), Tommy Farrell (Frank Connelly)

## Coat of Arms
- Prima televisiva: 2 agosto 1960
- Diretto da: Don McDougall
- Scritto da: Don Brinkley

### Trama
- Guest star: Russ Conway (tenente Pete Kile), Robert Bice (sergente Alden), Rita Duncan (Fay), James Coburn (Victor Tavo), Rita Moreno (Maria Ferrari), Michael Fox (Brother Joshua)

## Double Trouble
- Prima televisiva: 9 agosto 1960
- Diretto da: Arthur Hilton
- Scritto da: Fred Freiberger

### Trama
- Guest star: Hal Baylor (marinaio Jackson), Jan Harrison (Anita Wilson), Chris Warfield (Arnold Bascomb), Max Showalter (Bill Henry), June Vincent (Grace Williams), Brad Dexter (Wilton Mills)

## The Lovely Fraud
- Prima televisiva: 16 agosto 1960
- Diretto da: Thomas Carr
- Scritto da: Herbert Abbott Spiro

### Trama
- Guest star: Russ Conway (tenente Pete Kile), Patty Ann Gerrity (Little Girl), Maureen Arthur (Bobby), Jack Kruschen (Max Schilling), Lyle Talbot (Victor Long), Alden "Stephen" Chase (Carl Boardman), Joanna Barnes (Joyce Long)

## Accent on Murder
- Prima televisiva: 23 agosto 1960
- Diretto da: Don McDougall
- Scritto da: Ed Adamson

### Trama
- Guest star: Russ Conway (tenente Pete Kile), Bill Brisick (Harry Brecker), Rico Alaniz (Carlos Rivera), Nancy Valentine (Lila Bradley), Peter Leeds (Waldo Lattimer), Lili Kardell (Rita Shearer)

## East of Danger
- Prima televisiva: 30 agosto 1960
- Diretto da: Thomas Carr
- Scritto da: Charles Beaumont, John Tomerlin

### Trama
- Guest star: Roxanne Brooks (Sam), Bill Erwin (dottore), Michael Masters (Mike Finch), Robert Kino (Tommy), Guy Lee (Danny Fong), Allen Jung (Lee Fong), Philip Ahn (Ho Lung), James Hong (Chung Lin), Judy Dan (Sally Fong)

## Running Scared
- Prima televisiva: 6 settembre 1960
- Diretto da: Thomas Carr
- Scritto da: Ed Adamson

### Trama
- Guest star: Roxanne Brooks (Sam), Joe Conley (barista), King Calder (Kenneth Morrow), Marc Lawrence (Vito Doria), Bethel Leslie (Harriet Morrow)

## The Mouse
- Prima televisiva: non trasmesso
- Diretto da: Thomas Carr
- Scritto da: John Robinson

### Trama
- Guest star: Narda Onyx (Amelia Fable), Lilyan Chauvin (Clara), Than Wyenn (Clyde), Stephen Bekassy (Paul Monteau), Joe Conley (Joe), Russ Conway (tenente Pete Kile), Roxanne Brooks (Sam)